# Utah Olympic Park Jumps
Utah Olympic Park Jumps - kompleks skoczni narciarskich na których odbyły się konkursy Zimowych Igrzysk Olimpijskich 2002. W 2001 i w 2004 roku odbyły się tam zawody Pucharu Świata. Poza dwiema skoczniami olimpijskimi w skład kompleksu wchodzą również 4 mniejsze obiekty: K64, K40, K20 i K10.
Skocznia normalna została wybudowana w 1994 roku. Duży obiekt specjalnie na potrzeby Zimowych Igrzysk Olimpijskich w 2002 roku. 
Rekordzistą skoczni dużej jest Austriak Wolfgang Loitzl, który w zawodach Pucharu Świata skoczył tutaj na odległość 134 metrów. Nie jest to jednak najdłuższy skok oddany na tej skoczni. Najdalej poszybował Polak - Marcin Bachleda, który w 2005 r. w zawodach Pucharu Kontynentalnego skoczył aż 137,5 metra. Skok Bachledy nie jest oficjalnym rekordem skoczni ponieważ według przepisów FISu za rekord nie można uznać skoku oddanego między innymi w zawodach Pucharu Kontynentalnego.
Rekordzistą skoczni normalnej jest Niemiec Sven Hannawald, który w podczas Igrzysk Olimpijskich w 2002 roku skoczył tutaj na odległość 99 metrów. Najdłuższy skok na obiekcie oddał Amerykanin – Evan Bliss, który w 2008 skoczył aż 104,5 metra. 
Otwarty w 1992 światowej klasy park, w którym znajduje się kompleks skoczni (budowę rozpoczęto w 1991) otrzymał nagrodę MKOl-u za wspaniały projekt oraz plan środowiskowy (w czasie konstrukcji teren był poddawany monitoringowi).
Organizuje się tutaj zawody Pucharu Świata oraz Pucharu Kontynentalnego.
Położony na skoczni igelit oraz ceramiczne tory umożliwiają trenowanie przez cały rok. Skocznia jest jednym z najnowocześniejszych tego typu obiektów na świecie. 

## Skocznia duża

### Parametry skoczni
- Punkt konstrukcyjny: 120 m
- Wielkość skoczni (HS): 134 m
- Punkt sędziowski: 134 m
- Oficjalny rekord skoczni: 134,0 m -  Wolfgang Loitzl (20.01.2001)
- Najdłuższy skok: 139,0 m -  Mackenzie Boyd-Clowes (04.08.2013)
- Długość rozbiegu: 104,7 m
- Nachylenie progu: 10,5°
- Wysokość progu: 3,0 m
- Nachylenie zeskoku: 35,0°
- Średnia prędkość na rozbiegu: 93 km/h

## Galeria

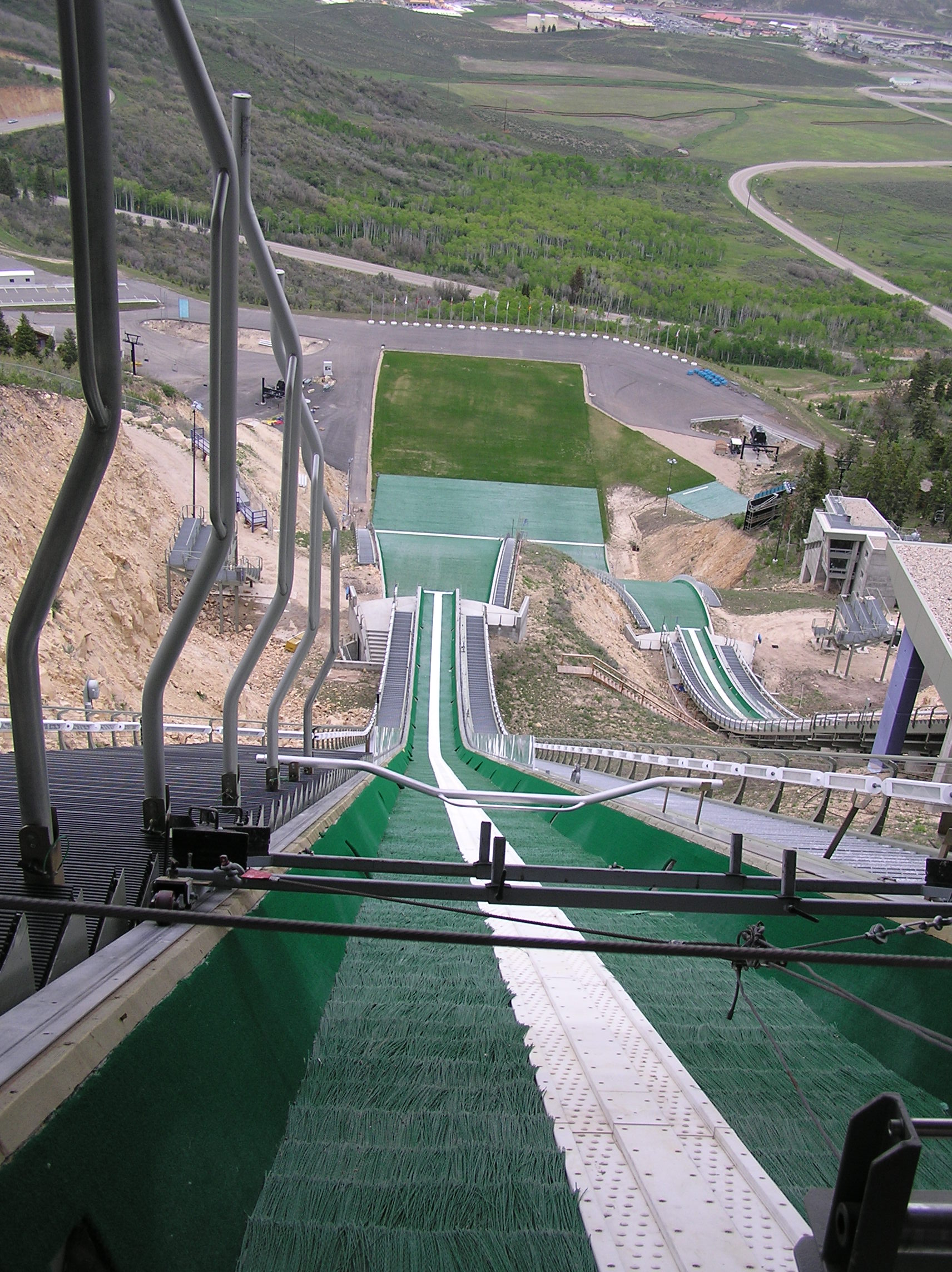
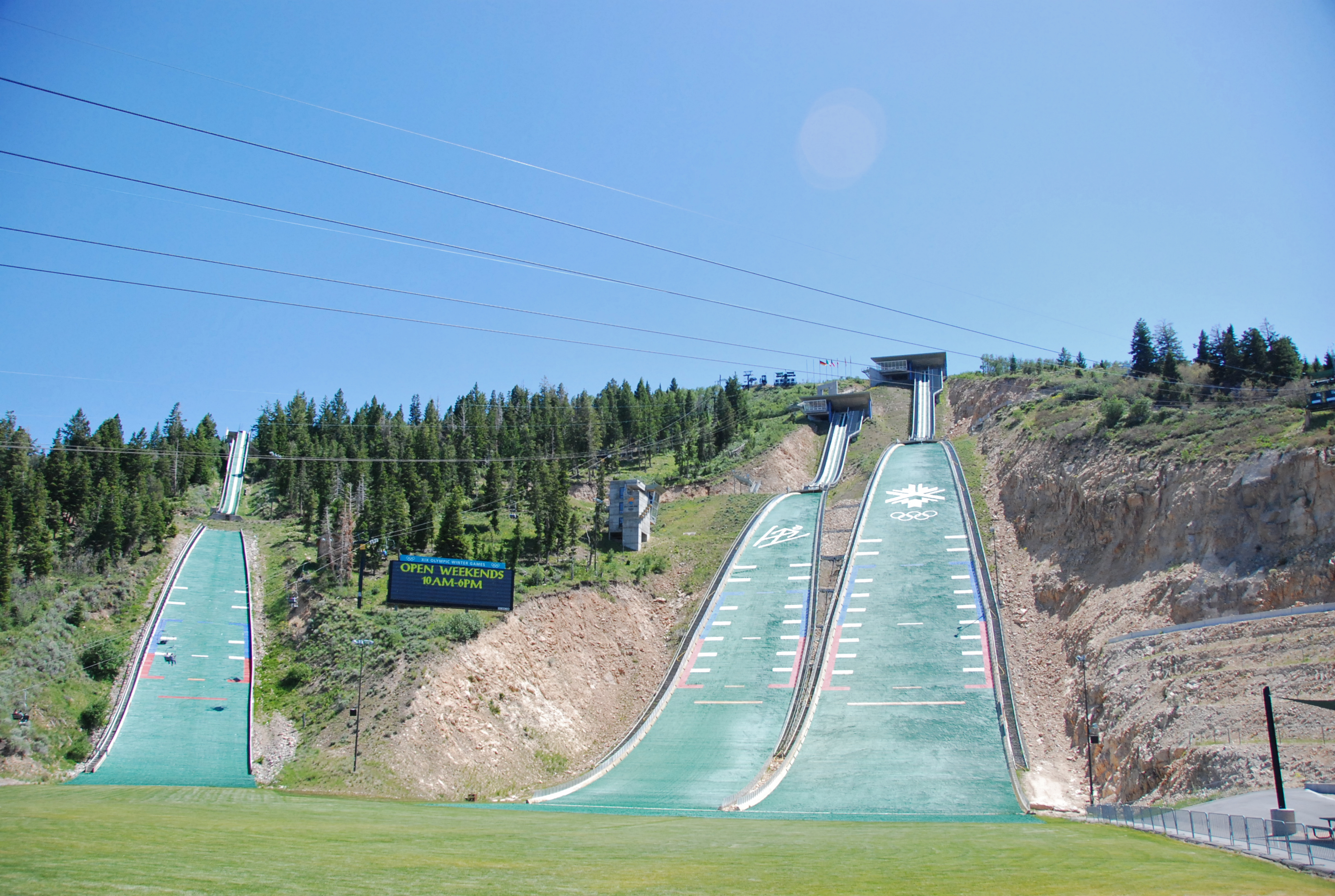
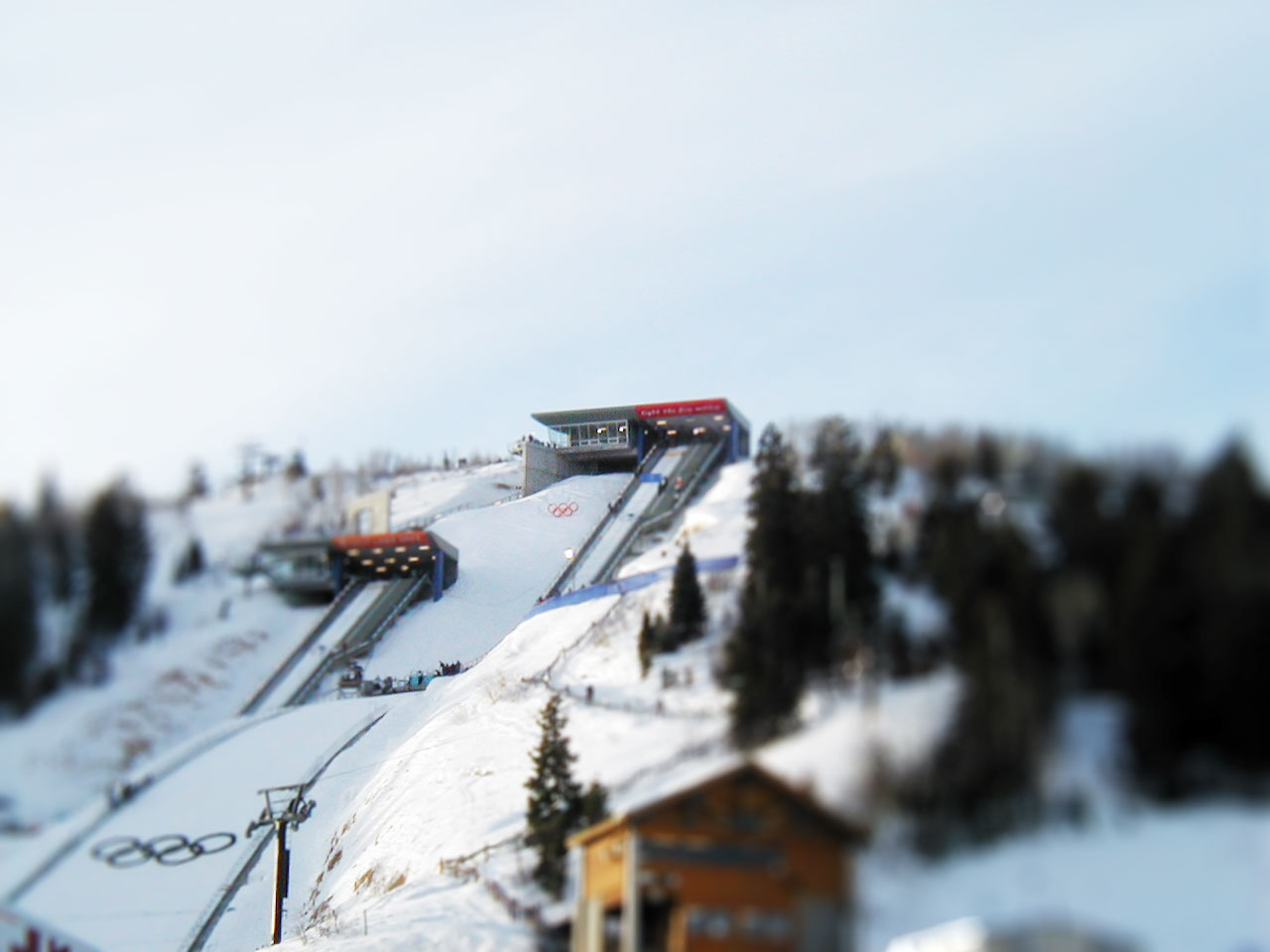

### Rekordziści skoczni
| Lp. | Data                | Zawodnik              | Odległość | Zawody                                                  |
| --- | ------------------- | --------------------- | --------- | ------------------------------------------------------- |
| 1.  | 19 stycznia 2001    | Noriaki Kasai         | 130,0 m   | Puchar Świata                                           |
| 2.  | 19 stycznia 2001    | Janne Ahonen          | 130,0 m   | Puchar Świata                                           |
| 3.  | 20 stycznia 2001    | Stefan Horngacher     | 131,0 m   | Puchar Świata                                           |
| 4.  | 20 stycznia 2001    | Wolfgang Loitzl       | 134,0 m   | Puchar Świata                                           |
| 5.  | 26 lipca 2003       | Marcin Bachleda       | 134,5 m   | Puchar Kontynentalny                                    |
| 6.  | 2 października 2005 | Marcin Bachleda       | 137,5 m   | Puchar Kontynentalny                                    |
| 7.  | 4 sierpnia 2013     | Mackenzie Boyd-Clowes | 139,0 m   | Mistrzostwa Stanów Zjednoczonych w skokach narciarskich |

## Skocznia normalna

### Parametry skoczni
- Punkt konstrukcyjny: 90 m
- Wielkość skoczni (HS): 100 m
- Punkt sędziowski: 100 m
- Oficjalny rekord skoczni: 99,0 m –  Sven Hannawald (10 lutego 2002)
- Najdłuższy skok: 104,5 m –  Evan Bliss (9 lutego 2008)
- Długość rozbiegu: 83,0 m
- Nachylenie progu: 10,0°
- Wysokość progu: 2,3 m
- Nachylenie zeskoku: 35,0°
- Średnia prędkość na rozbiegu: 85 km/h

### Rekordziści skoczni
| Lp. | Data           | Zawodnik       | Odległość | Zawody                    |
| --- | -------------- | -------------- | --------- | ------------------------- |
| 1.  | 10 lutego 2002 | Adam Małysz    | 98,5 m    | Igrzyska Olimpijskie 2002 |
| 2.  | 10 lutego 2002 | Sven Hannawald | 99,0 m    | Igrzyska Olimpijskie 2002 |
| 3.  | 23 lipca 2004  | Alan Alborn    | 101,0 m   | Puchar FIS                |
| 4.  | 25 lipca 2004  | Todd Lodwick   | 102,0 m   | Puchar FIS                |
| 5.  | 9 lutego 2008  | Evan Bliss     | 104,5 m   | b.d.                      |